# Bandeira de Limeira
A Bandeira de Limeira possui sobre um fundo azul uma cruz branca e verde, sobreposta ainda por um losango branco de contorno azul que abriga o brasão de armas de Limeira, que lembra o espírito cristão do cidadão limeirense.
Sua dimensões são as mesmas adotadas pela Bandeira Nacional conforme a lei de símbolos nacionais.

## Texto oficial
"A Bandeira Municipal de Limeira, esquartelada em cruz, lembra com este simbolismo, o espírito cristão de seu povo.
O brasão, aplicado ao centro da Bandeira Municipal, representa o governo municipal, e o losango branco onde está contido simboliza a própria cidade, sede do Município; a cor branca é o símbolo heráldico da paz, amizade, trabalho, prosperidade, pureza, religiosidade; as faixas brancas carregadas de faixas verdes representam expansão do Poder Municipal a todos os quadrantes de seu território e os quartéis de azul, assim constituídos, as propriedades rurais nelas existentes; o verde simboliza, em heráldica, a honra, civilidade, cortesia, abundância, alegria, e o azul, a justiça, nobreza, zelo, perseverança e lealdade."